# Sophisme par association
Pour un article plus général, voir sophisme.

Diagramme d'Euler des sophismes par association. A est inclus à la fois dans B et dans C mais ce n'est pas pour autant que tous les éléments de B sont inclus dans C.

Les sophismes par association sont une famille de sophismes qui consistent à faire remarquer que deux éléments B et C ont un point en commun A pour affirmer qu'une autre caractéristique de C serait partagée avec B. La plupart du temps le point en commun est un élément du discours ou des croyances[réf. souhaitée]. 
On parle de déshonneur par association ou de culpabilité par association si l'association vise à diffamer ou discréditer une personne. Dans le cas contraire, si l'association est faite dans un but apologétique, on parle d'honneur par association.

## Exemples
- Un chien est un animal à quatre pattes, mon chat a quatre pattes, donc mon chat est un chien.
- Vous donnez de l'argent à un organisme à but non lucratif et votre ami discrédite votre démarche auprès de votre entourage en trouvant un exemple d'organisme à but non lucratif frauduleux.